# Castlevania: Dawn of Sorrow
Pour les articles homonymes, voir DoS.
Castlevania: Dawn of Sorrow (ou Akumajou Dracula: Sougetsu no Juujika au Japon, aussi abrégé  DoS) est un jeu vidéo de type metroidvania développé et édité par Konami en 2005 sur Nintendo DS.
Il fait partie de la série Castlevania et constitue la suite directe de Castlevania: Aria of Sorrow.

## Système de jeu
Castlevania: Dawn of Sorrow mélange exploration, plates-forme et jeu de rôle. L'écran supérieur de la console affiche la carte ou des informations sur le personnage que l'on incarne, l'écran tactile étant utilisé pour dessiner des figures géométriques destinées à emprisonner les boss, à détruire certains blocs à l'écran et à contrôler les familiers que le joueur invoque.

## Les personnages
Les personnages aidant le héros Soma Cruz sont Mina Hakuba, Genya Arikado, Julius Belmont, Yoko Belnades et Hammer. Ses ennemis sont Celia Fortner, prêtresse d'un culte ténébreux, Dario Bossi et Dmitrii Blinov qui sont les deux prétendants à la réincarnation de Dracula.

### Soma Cruz
Réincarnation de Dracula, il a la capacité de dominer l'âme des monstres et de s'approprier leurs pouvoirs. Il y a un an, il a appris qu'il devait devenir le seigneur des ténèbres. Mais il a vaincu son chaos intérieur et échappé à son destin.

### Mina Hakuba
Amie d'enfance de Soma et fille unique du prêtre du sanctuaire Hakuba. Un an plus tôt, Soma et elle ont été piégés dans le château de Dracula, à son tour scellé dans une éclipse du soleil. Bien que dépourvue de capacité spéciales, elle a toute la confiance de Soma.

### Julius Belmont
Descendant du clan des chasseurs de vampires, il manie un antique fouet nommé "Tueur de vampire". Il a perdu la mémoire quand il a vaincu Dracula en 1999 et l'a recouvrée lors de l'incident de l'an dernier. Il aide l'Église dans ses entreprises.

### Genya Arikado
Membre d'un service top-secret du gouvernement japonais. Enveloppé de mystère, sa véritable identité est peu connue. Bien que très beau, son attitude froide et détachée le rend difficile à approcher.

### Alucard
Véritable identité de Arikado.  Fils de dracula.  Il choisit de se surnommer Alucard, en opposition à Dracula (le mot Alucard étant l'opposé exact, l'anacyclique du mot Dracula).

### Yoko Belnades
Sorcière appartenant à l'Église et experte en élimination discrète des êtres maléfiques qui menacent les humains. Descend d'un clan qui a vaincu Dracula en 1476. Amie de longue date des Hakuba, elle est comme une grande sœur pour Mina.

### Hammer
Maintenant commerçant, il a pris sa retraite de l'armée à cause de l'incident de l'an dernier. Il paraît rude et résolu, en fait sans but et irresponsable. Agit comme agent d'informations par l'intermédiaire de ses contacts d'affaires fumeux. Il est désespérément amoureux de Yoko.

## Réactions
Castlevania: Dawn of Sorrow a été remarqué avant même sa sortie en étant élu comme l'un des meilleurs jeux de l'E3 par GameSpy et IGN (« GameSpy Best of E3 2005 Editor's Choice » et « IGN's Best of E3 award 2005 ». À sa sortie, il a reçu de bonnes critiques par la presse spécialisée. Il a été l’une des meilleures ventes sur Nintendo DS à la fin d'année 2005 en France.